# Philisca amoena
Philisca amoena är en spindelart som först beskrevs av Simon 1884.  Philisca amoena ingår i släktet Philisca och familjen spökspindlar. Inga underarter finns listade i Catalogue of Life.